# أنسلم غرون
أنسلم غرون (بالإنجليزية: Anselm Gruen)، (من مواليد 14 يناير 1945 في ألمانيا) راهب بندكتي ألماني. ألف حوالي 300 كتاب حول الروحانيات، بيع منها أكثر من 15 مليون نسخة بـ 30 لغة. كما يقوم بإجراء دورات ومحاضرات، ويقدم الإرشاد الروحي للمدراء.